# Kurt Nachmann
Kurt Nachmann (* 13. Mai 1915 in Wien; † 4. März 1984 ebenda) war ein österreichischer Drehbuchautor, Regisseur und Schauspieler.

## Leben
Nachmann erhielt nach einem abgeschlossenen Universitätsstudium eine Schauspielausbildung bei Rudolf Beer. 1935 gab er in Brünn an den Vereinigten Deutschen Bühnen sein Theaterdebüt. 1937 spielte er am Wiener Kollektiv-Theater. Er war Mitglied der Wiener Kabaretts Literatur am Naschmarkt und Der liebe Augustin. Immer mehr Bedeutung erlangte dabei seine Arbeit als Autor. Nachmann erwies sich als sehr gewandt bei der Bearbeitung oder Neuschöpfung von Kabarettdarbietungen und Bühnenstücken.

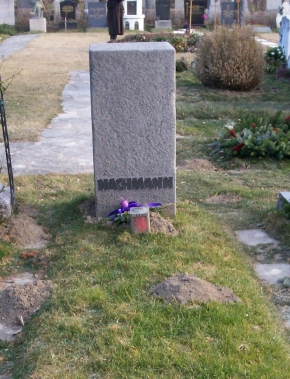
Kurt Nachmanns Grabstätte

Nach der Gründung des Kabaretts Wiener Werkel im Jahre 1938 wurde er dort neben Fritz Eckhardt als „Halbjude“ inoffizieller Hausautor. Offizielle Hausautoren waren Rudolf Weys und Franz Paul. Trotz Gründung als NSDAP-nahes und „linientreues“ Kabarett erwies sich das Kabarett als gegenüber der Reichsideologie schwierig und deren Stücke wurden häufig zensiert und teilweise verboten.
Im Film hatte er zunächst nur belanglose Auftritte als Schauspieler, bis ihn 1954 Regisseur Franz Antel als Drehbuchautor für den österreichischen Film entdeckte. Etwa zwei Jahrzehnte bildeten die beiden ein sehr erfolgreiches Tandem. Nachmann lieferte, oft in Kooperation mit anderen Autoren, eine große Zahl von Verwechslungskomödien, Liebesromanzen und Lustspielen, die von Antel und auch anderen Regisseuren verfilmt wurden. Später wagte er sich erfolgreich an Sexkomödien wie Antels Frau-Wirtin-Serie und die Geschichte der Josefine Mutzenbacher.
Kurt Nachmann schrieb auch für viele Filme die Liedtexte. Am bekanntesten ist wohl das Mariandl-Lied aus dem Film Der Hofrat Geiger und dessen Remakes. Auch wäre der Film Die Lindenwirtin vom Donaustrand ohne sein gleichnamiges Lied kaum so erfolgreich gewesen.
Gemeinsam mit Felix Dvorak schrieb er die Komödie Luftgeschäfte, die 1983 im Wiener Theater in der Josefstadt mit Felix Dvorak und Waltraut Haas uraufgeführt wurde.
Trotz dieser ständigen Schreibarbeit fand Nachmann, dessen äußerliches Markenzeichen die sehr markanten Koteletten waren, noch Zeit, um gelegentlich auch als Filmregisseur, Filmschauspieler, Bühnenschauspieler oder Fernsehschauspieler aktiv zu werden.
Er ruht in einem ehrenhalber gewidmeten Grab auf dem Wiener Zentralfriedhof (Gruppe 40, Nummer 121, gestaltet von Leopold Grausam, jun.). Nachmann war ab 1977 Mitglied der Freimaurerloge Fraternitas.

## Filmografie
Darstellung
- 1946: Glaube an mich
- 1947: Die Welt dreht sich verkehrt
- 1954: Rosen aus dem Süden
- 1955: Ja, so ist das mit der Liebe (Ehesanatorium)
- 1956: Roter Mohn
- 1961: Nummer 66
- 1963: Der letzte Ritt nach Santa Cruz
- 1963: Sing, aber spiel nicht mit mir
- 1964: Frühstück mit dem Tod
- 1967: Mittsommernacht
- 1971: Kinderarzt Dr. Fröhlich
- 1971: Die Kompanie der Knallköppe
- 1972: Immer Ärger mit Hochwürden
- 1972: Meine Tochter – deine Tochter
- 1972: Trubel um Trixie
- 1980: Ringstraßenpalais
- 1980: Der Bockerer
- 1981: Wie Böhmen noch bei Österreich war

Drehbuch
- 1948: Das singende Haus
- 1954: Die Fuchsjagd
- 1955: Ja, so ist das mit der Liebe (Ehesanatorium)
- 1955: Spionage
- 1955: Heimatland
- 1955: Symphonie in Gold
- 1955: Sonnenschein und Wolkenbruch
- 1955: Der Kongreß tanzt
- 1956: Lumpazivagabundus
- 1956: Wenn wir alle Engel wären
- 1956: Lügen haben hübsche Beine
- 1956: Kaiserjäger
- 1956: Roter Mohn
- 1957: Wien, du Stadt meiner Träume
- 1957: Heimweh … dort, wo die Blumen blühn
- 1957: Die unentschuldigte Stunde
- 1957: Die Lindenwirtin vom Donaustrand
- 1957: Das Schloß in Tirol
- 1957: Das Glück liegt auf der Straße
- 1957: Jungfrauenkrieg
- 1957: Vier Mädels aus der Wachau
- 1958: Solang’ die Sterne glüh’n (Zirkuskinder)
- 1958: Man müßte nochmal zwanzig sein
- 1958: Hoch klingt der Radetzkymarsch
- 1959: Geliebte Bestie
- 1959: Der Schatz vom Toplitzsee
- 1959: Zwölf Mädchen und ein Mann
- 1959: Melodie und Rhythmus
- 1960: Weit ist der Weg
- 1960: Die Glocke ruft (Glocken läuten überall)
- 1961: Im schwarzen Rößl
- 1961: Nummer 66
- 1961: Nur der Wind
- 1961: … und du mein Schatz bleibst hier
- 1962: Drei Liebesbriefe aus Tirol
- 1962: … und ewig knallen die Räuber
- 1962: Die Kaiserin
- 1963: Sing, aber spiel nicht mit mir (auch Regie)
- 1963: Die lustigen Vagabunden (auch Regie)
- 1963: Mit besten Empfehlungen (auch Regie)
- 1963: Jack und Jenny
- 1963: Ist Geraldine ein Engel?
- 1963: Im singenden Rößl am Königssee
- 1964: Rote Lippen soll man küssen (Die ganze Welt ist himmelblau)
- 1964: Volles Herz und leere Taschen (…e la donna creò l'uomo)
- 1964: Happy-End am Wörthersee (Happy-End am Attersee)
- 1964: Das hab ich von Papa gelernt
- 1964: Die große Kür
- 1964: Liebesgrüße aus Tirol
- 1965: Ruf der Wälder
- 1965: Ferien mit Piroschka
- 1966: Graf Bobby, der Schrecken des Wilden Westens
- 1966: 00Sex am Wolfgangsee
- 1966: Bel Ami 2000 oder Wie verführt man einen Playboy
- 1966: Um null Uhr schnappt die Falle zu
- 1967: Die Wirtin von der Lahn (Susanne – die Wirtin an der Lahn)
- 1967: Das große Glück
- 1967: Mittsommernacht
- 1968: Frau Wirtin hat auch einen Grafen
- 1968: Otto ist auf Frauen scharf
- 1968: Der Turm der verbotenen Liebe
- 1969: Die tolldreisten Geschichten – nach Honoré de Balzac
- 1969: Warum hab’ ich bloß 2x ja gesagt?
- 1969: Unser Doktor ist der Beste
- 1969: Liebe durch die Hintertür
- 1969: Klassenkeile
- 1969: Hilfe, ich liebe Zwillinge!
- 1969: Charley’s Onkel
- 1969: Alle Kätzchen naschen gern
- 1969: Frau Wirtin hat auch eine Nichte
- 1970: Frau Wirtin bläst auch gern Trompete
- 1970: Wenn die tollen Tanten kommen
- 1970: Frau Wirtin treibt es jetzt noch toller
- 1970: Der Querulant
- 1970: Wenn du bei mir bist
- 1970: Musik, Musik – da wackelt die Penne
- 1970: Josefine Mutzenbacher (auch Regie)
- 1971: Josefine Mutzenbacher II – Meine 365 Liebhaber (auch Regie)
- 1971: Wenn mein Schätzchen auf die Pauke haut
- 1971: Die nackte Gräfin (auch Regie)
- 1971: Mache alles mit (auch Regie)
- 1971: Kinderarzt Dr. Fröhlich (auch Regie)
- 1971: Wer zuletzt lacht, lacht am besten
- 1972: Auch fummeln will gelernt sein (auch Regie)
- 1972: Außer Rand und Band am Wolfgangsee
- 1972: Mensch ärgere dich nicht
- 1972: Trubel um Trixie
- 1972: Der Schrei der schwarzen Wölfe
- 1973: Das Wandern ist Herrn Müllers Lust
- 1973: Frau Wirtins tolle Töchterlein
- 1973: Die blutigen Geier von Alaska
- 1973: Die Zwillinge vom Immenhof
- 1973: Blau blüht der Enzian
- 1974: Er war besonders wertvoll für die Damen (auch Regie)
- 1974: Frühling auf Immenhof
- 1974: Zwei himmlische Dickschädel
- 1976: Das chinesische Wunder
- 1980: Der Bockerer
- 1981: Wie Böhmen noch bei Österreich war